# Ivan Tîminskîi
Ivan Tîminskîi (în ucraineană Іван Тимінський) (n. 1852 – d. 1902) a fost un jurnalist, finanțator și activist politic ucrainean, recunoscut ca fiind unul dintre primii activiști naționaliști ucraineni din Bucovina.
În 1884 a contribuit la victoria parlamentară a naționaliștilor ucraineni asupra rusofililor. În 1885, a fondat "Casa Poporului" (în ucraineană Народний Дім») din Cernăuți și gazeta "Bukovina" (în ucraineană Буковина). El a colaborat cu articole la ziarele Dilo ("Діло") și Bukovina ("Буковина").
În 1890 a fost ales ca deputat în Dieta Bucovinei.